# 神戸ポートターミナル
神戸ポートターミナル（こうべポートターミナル）は、神戸港・新港に大正時代に建設された日本最大の客船用埠頭（新港第四突堤）と施設（ターミナルビル）の総称。所在地は兵庫県神戸市中央区新港町。

## 概要

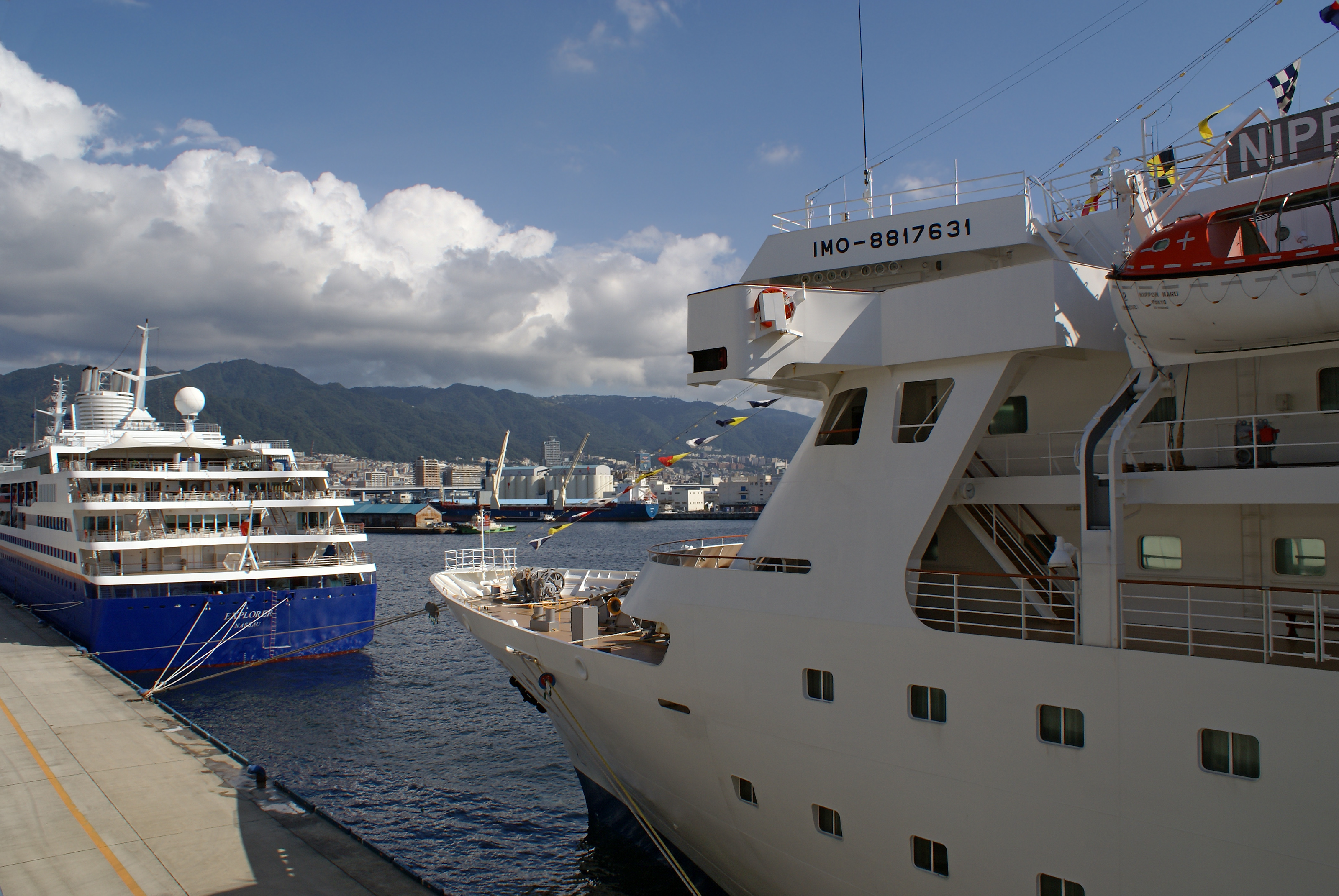
Q1、Q2バースに其々接岸するクルーズ客船

1907年（明治40年）9月16日、神戸港第一期修築工事が着工。この修築工事が完工する前に、突堤西側に上屋が完成し、船客乗降場として使用されていた。長さは649m（東側岸壁）と589m（西側岸壁）で水深12mから10mのバース6つを備えており、10万トン超級の客船の接岸に対応、5万トン級程度の客船なら同時4隻の接岸に対応する。
現在のターミナルビルは1970年（昭和45年）4月、突堤東側に竣工した。CIQを備え、外航客船・国際フェリー用埠頭として、世界各国のクルーズ客船や上海行き外航定期客船に使用されている。2008年1月15日まで関西汽船の国内フェリー航路（関西別府航路、小豆島季節便）も使用していた。（2008年1月15日から六甲アイランドフェリーターミナルに移転）
また、老朽化が進んでいたため、2014年（平成26年）1月から約20億円かけ耐震工事を含めた改修工事を行い、2015年（平成27年）3月26日にリニューアルオープンした。新しく設置された搭乗橋は、国内最大級である長さ46メートル、海面からの船乗降口の高さが16.7メートルまで対応し、バリアフリー化。屋上サインはこれまで東側が「PORT OF KOBE」、西側が「ポートターミナル」だったが、リニューアルにより東側が「Welcome to KOBE」、西側が「PORT TERMINAL」に改められ、ライトアップも新しくなった。
神戸港一帯はみなとオアシスとして登録していて、みなとオアシスKOBEの新港突堤地区における基本施設である。

## 施設
- ターミナルビル
  - 3F
    - 玄関ホール
    - 待合ロビー

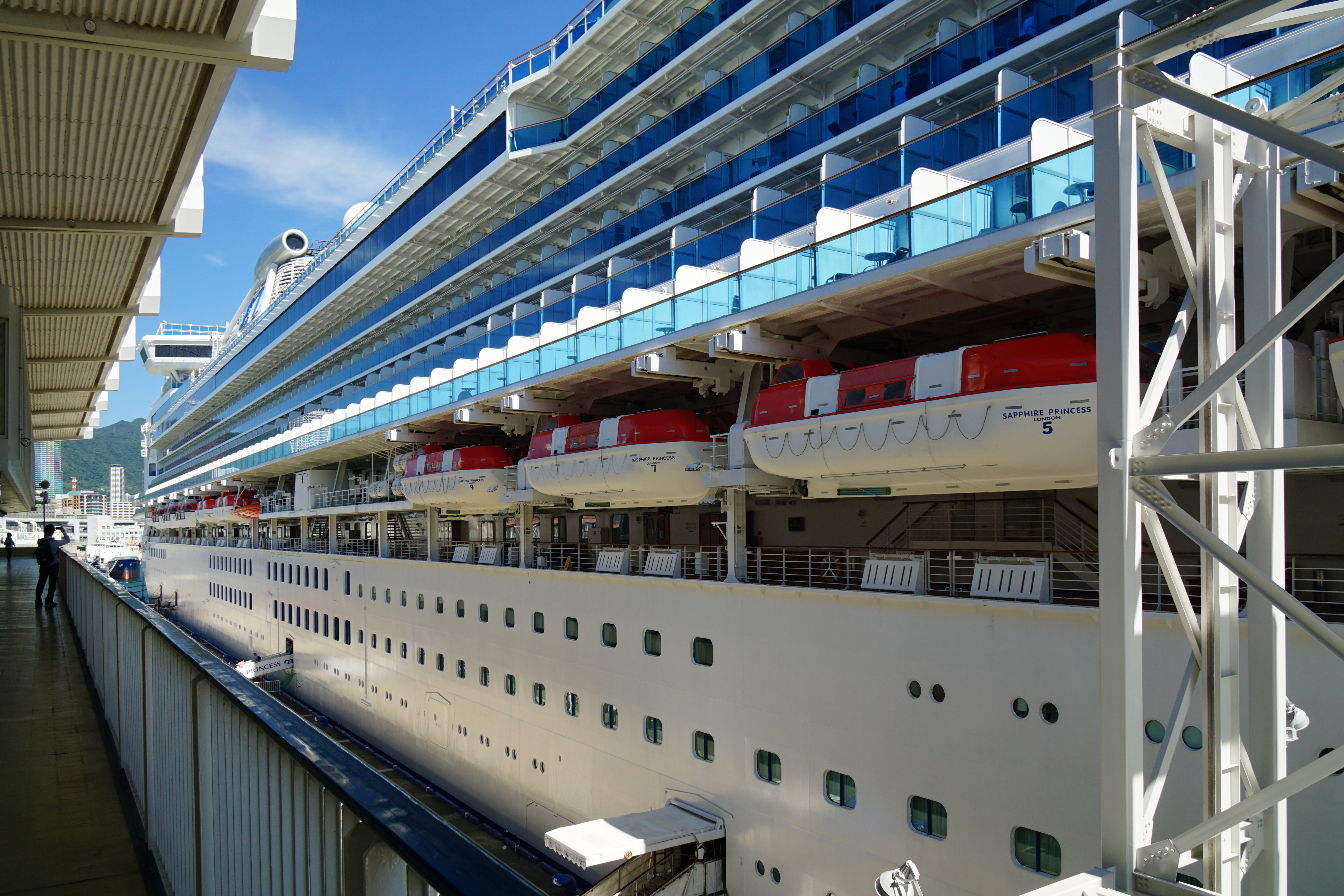
ポートターミナルビルのバルコニー

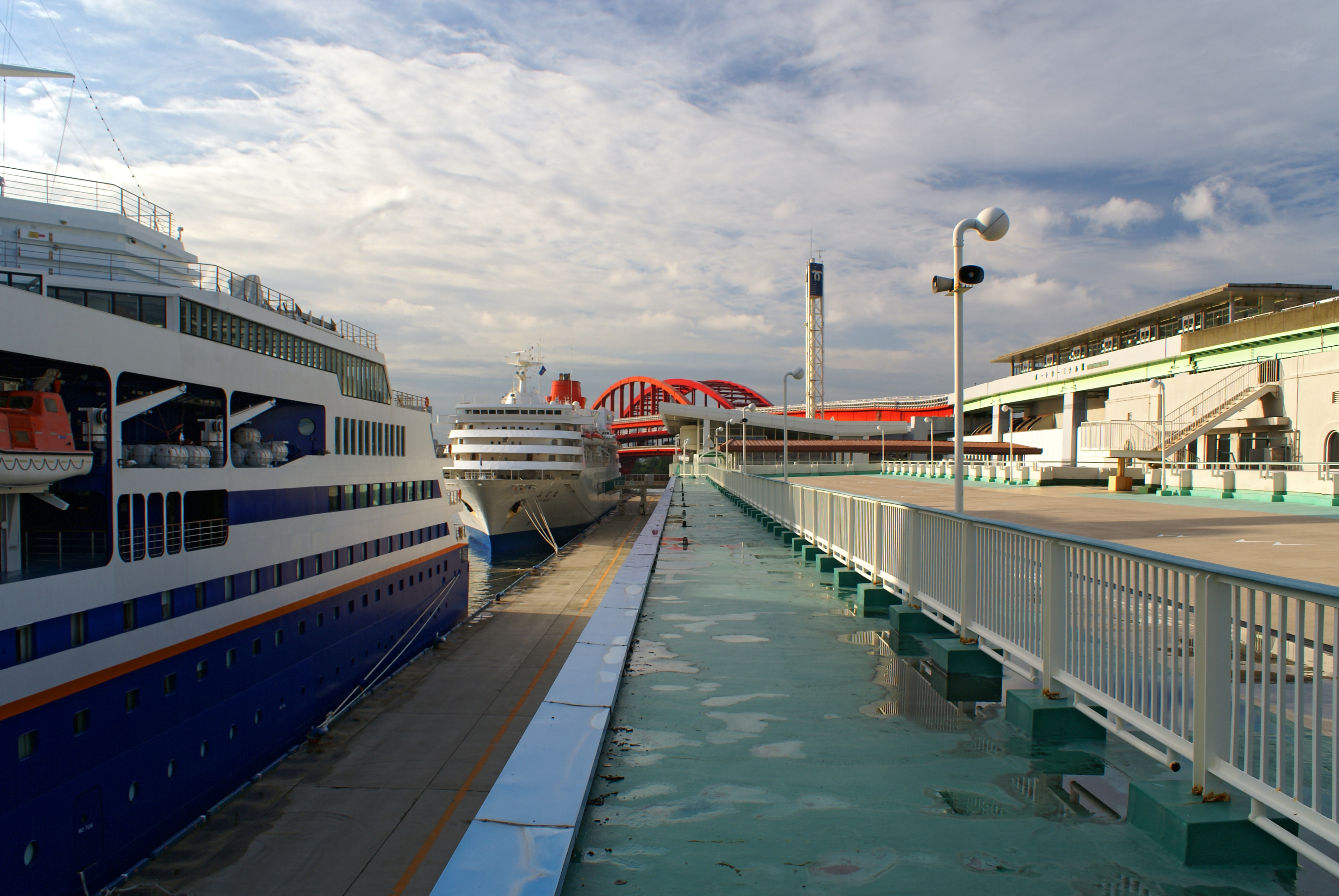
ポートターミナルビル送迎デッキと直結するポートターミナル駅（右端）

    - 神戸ポートターミナルホール - 大ホール1,000㎡。2,500人収容。
    - 送迎用デッキ

  - 2F
    - CIQ施設
    - ボーディングブリッジ(搭乗橋) - 3基。
    - 観光案内所
    - 事務所

  - 1F
    - 船社カウンタ
    - 待合ロビー
- Q2上屋（旧第四突堤船客乗降場上屋） - 1931年（昭和6年）、突堤西側にあった上屋を突堤東側に移転改築[6]。1982年屋上改修[7]。乗降場として使用されていた当時はポートトレインが入線していた。現在はNPO法人により創作活動やイベントの場としても利用されている。
- みどりの広場

## 接岸する主な客船

### 定期航路
- 日中国際フェリー （新鑑真、14,543トン）
神戸ポートターミナル - 上海港
- パンスターライン〔韓国〕（パンスタードリーム）
神戸ポートターミナル - 釜山港

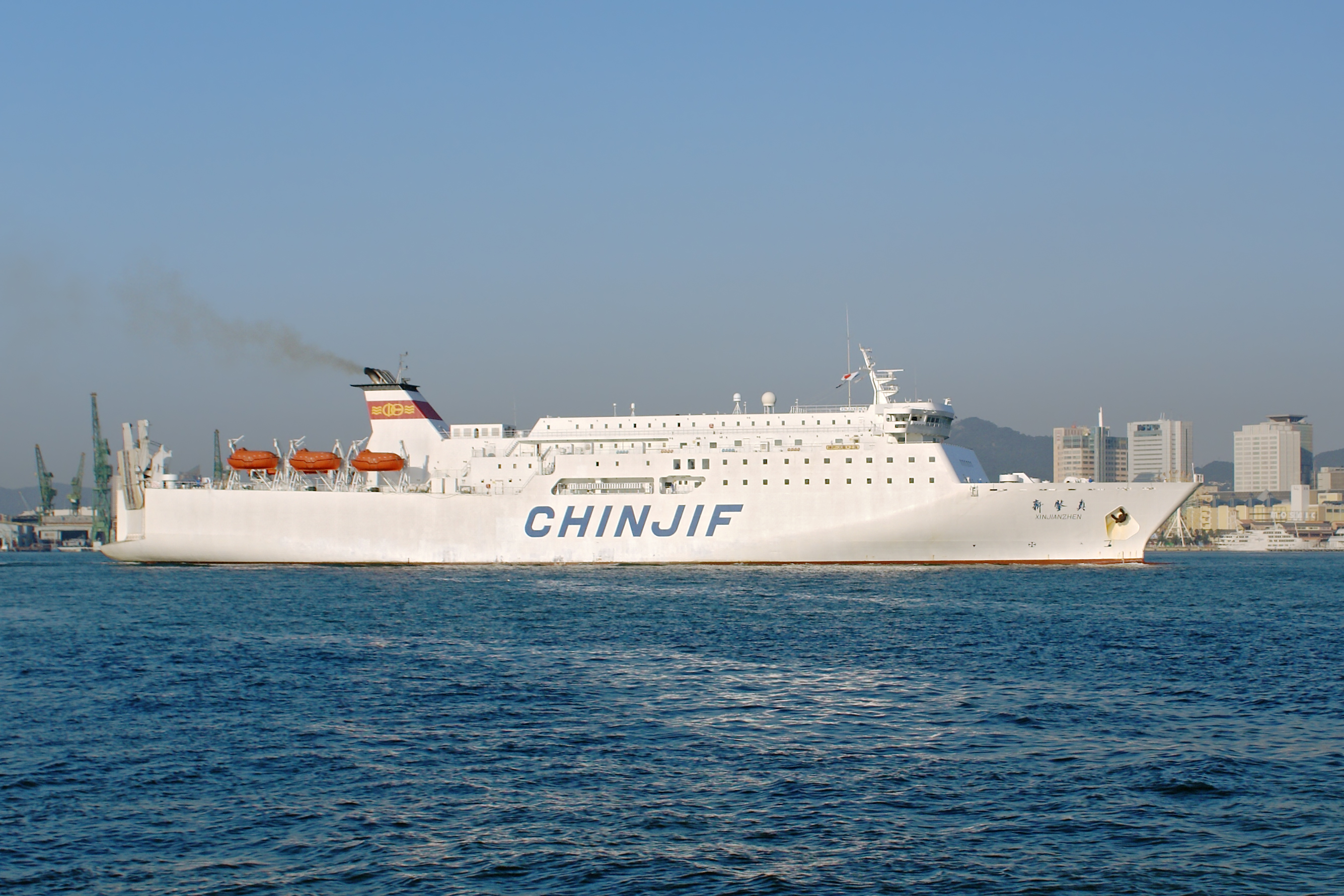
O2バースに接岸中の新鑑真

### 主な外航客船（不定期）
- クイーン・エリザベス2 - 日本初入港（1975年3月5日[8]）
- クイーン・エリザベス(3代目)
- アムステルダム
- ラプソディ・オブ・ザ・シーズ
- ボイジャー・オブ・ザ・シーズ
- マリナー・オブ・ザ・シーズ
- ダイヤモンド・プリンセス
- サファイア・プリンセス
- クアンタム・オブ・ザ・シーズ
- エキスプローラー
- ふじ丸
- ぱしふぃっくびいなす
- にっぽん丸
- 飛鳥II
- セレブリティ・ミレニアム
- MSCスプレンディダ
- ノルウェージャン・ジュエル
- スーパースター・ヴァーゴ
- オイローパ
- オイローパ2
- スペクトラム・オブ・ザ・シーズ

など

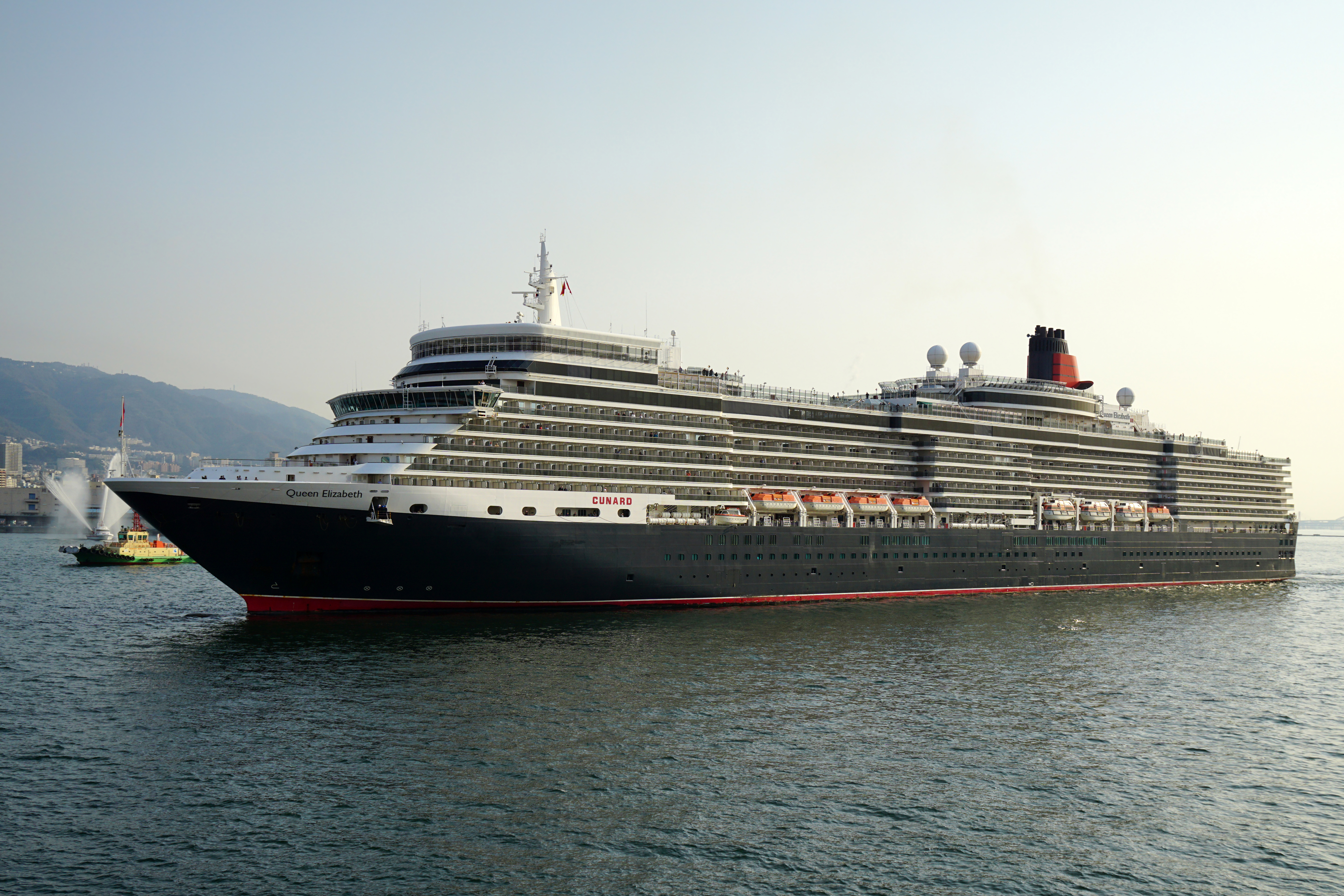
Q2バースに向かうクイーン・エリザベス
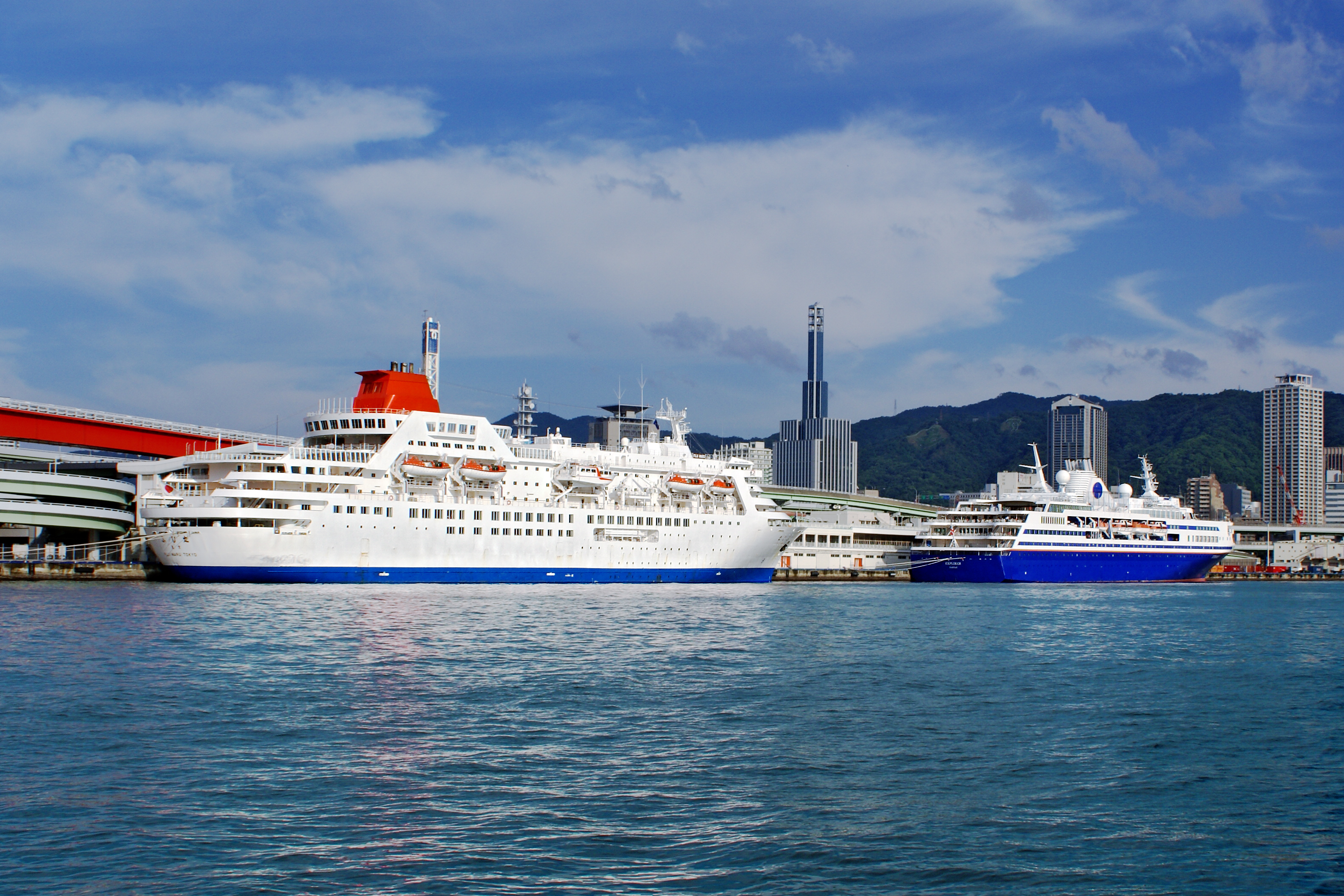
Q2バースにふじ丸、Q1バースにエキスプローラー
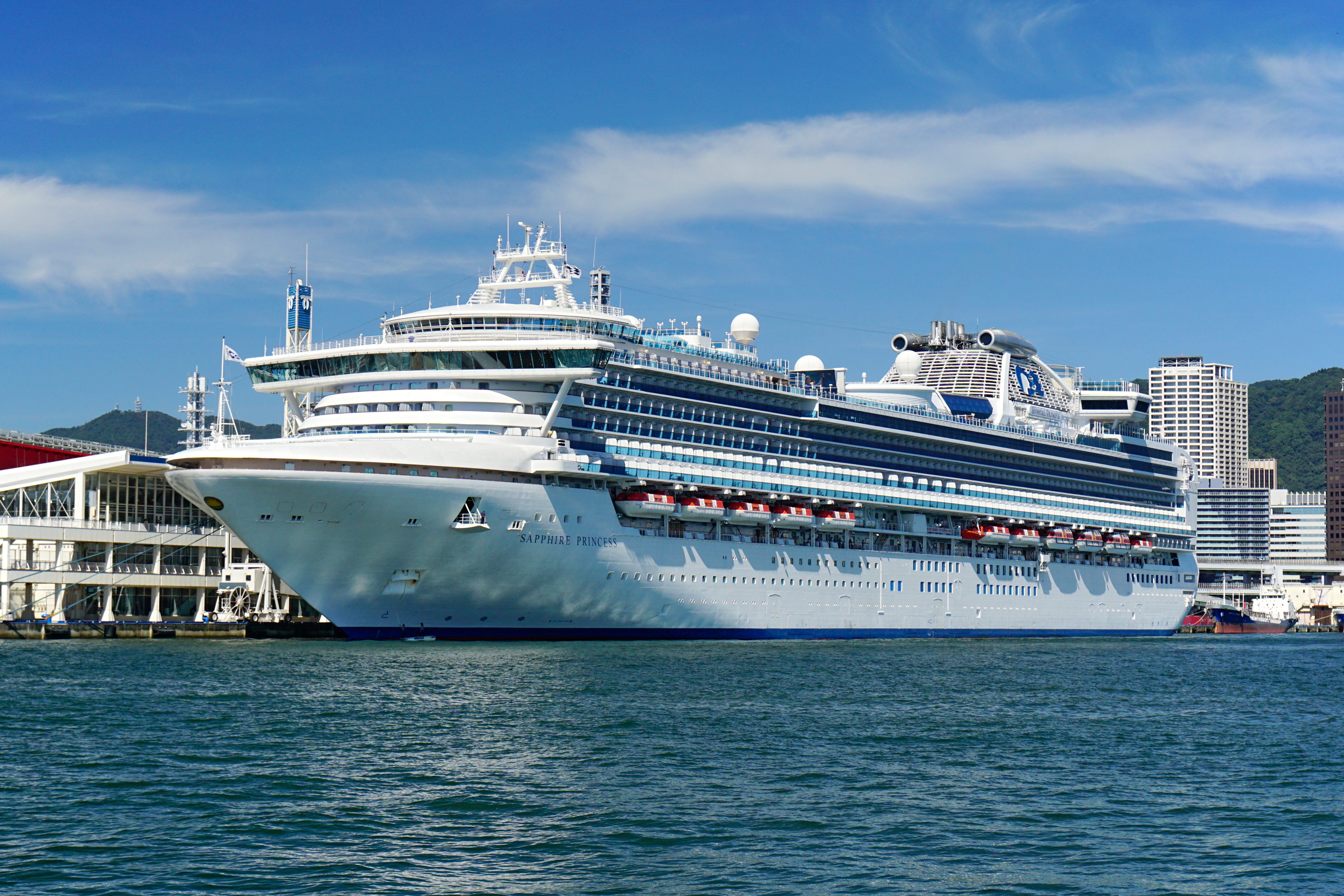
Q1、Q2バースに跨って接岸するサファイア・プリンセス
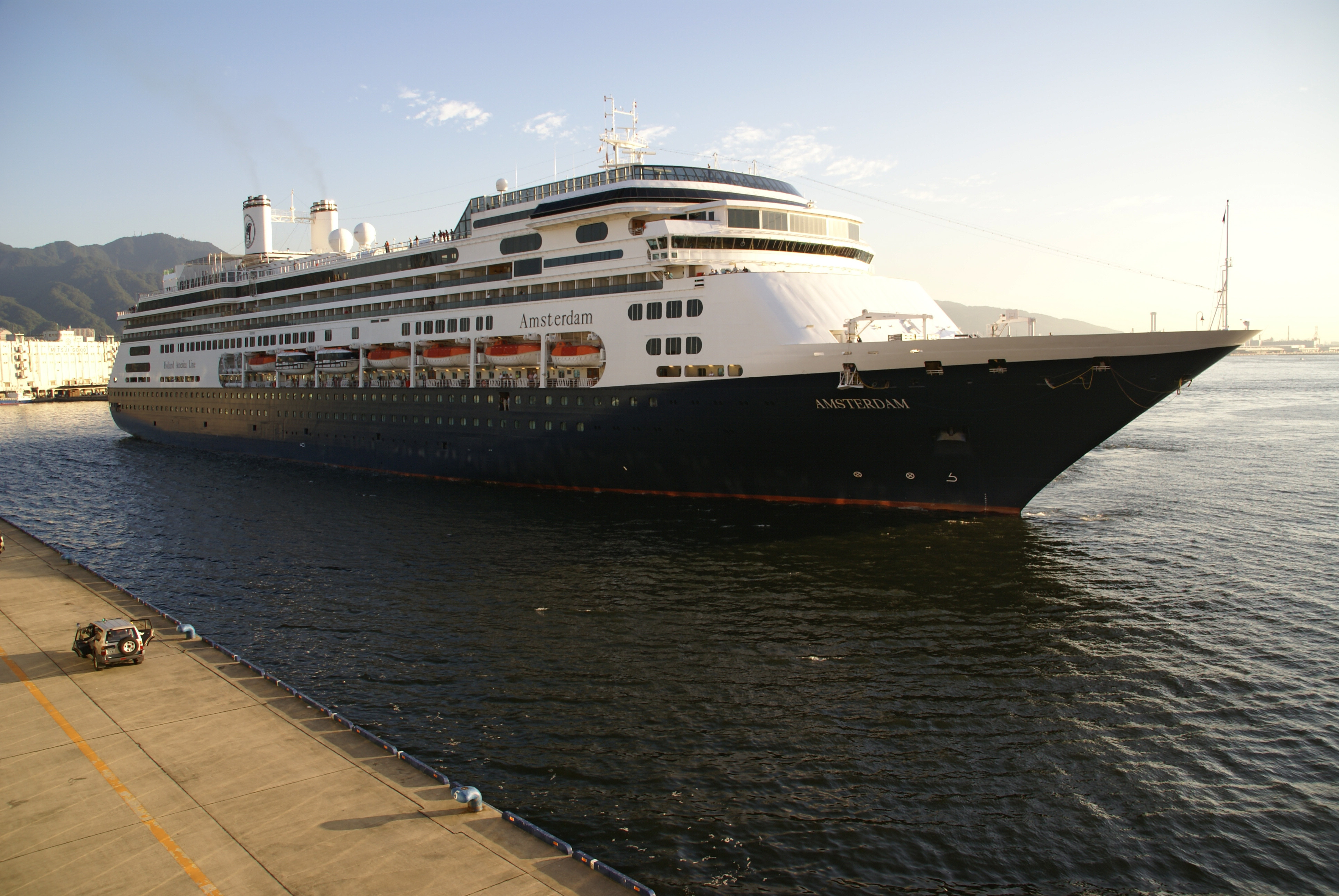
Q2バースに向かうアムステルダム
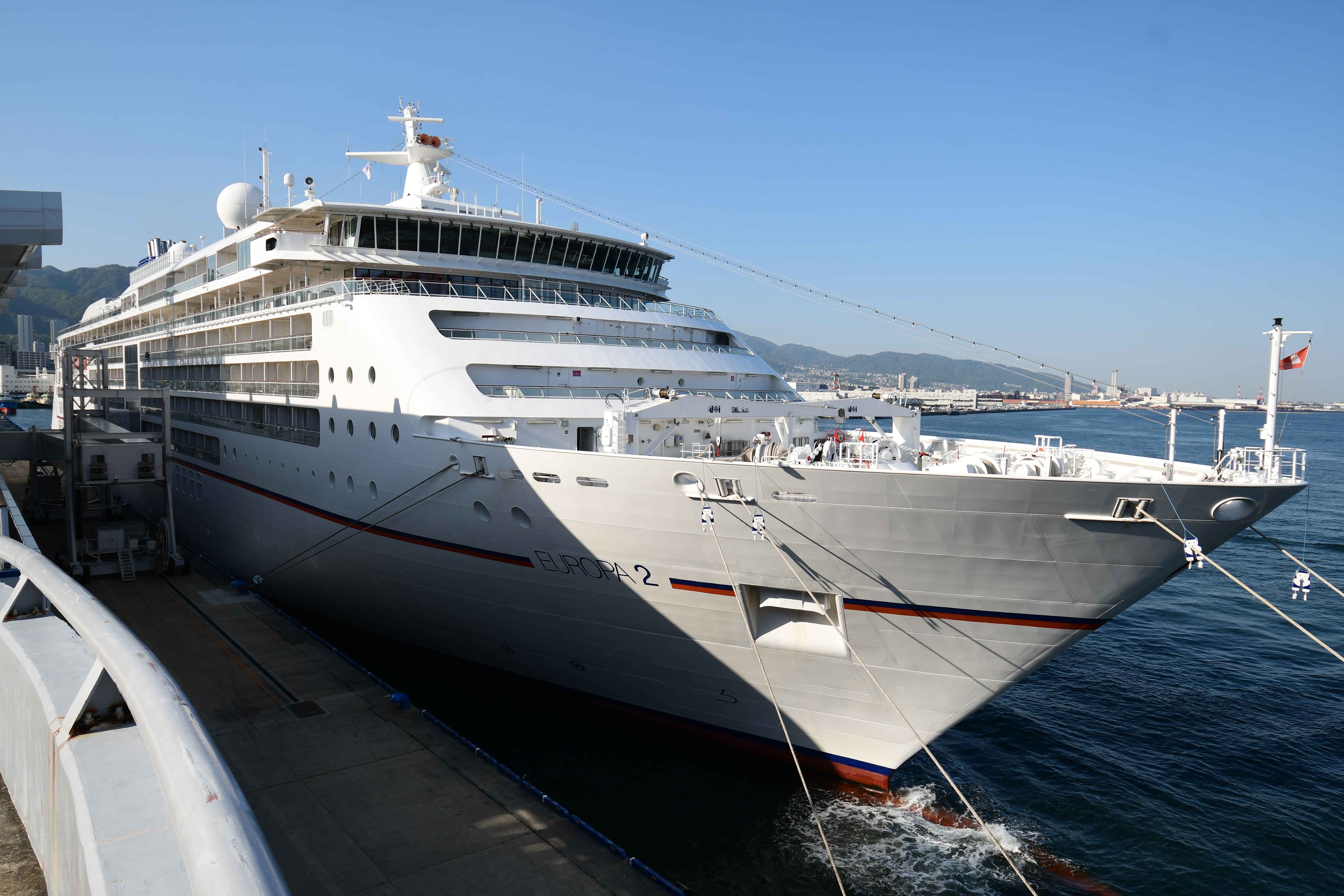
神戸ポートターミナルに停泊中のオイローパ２
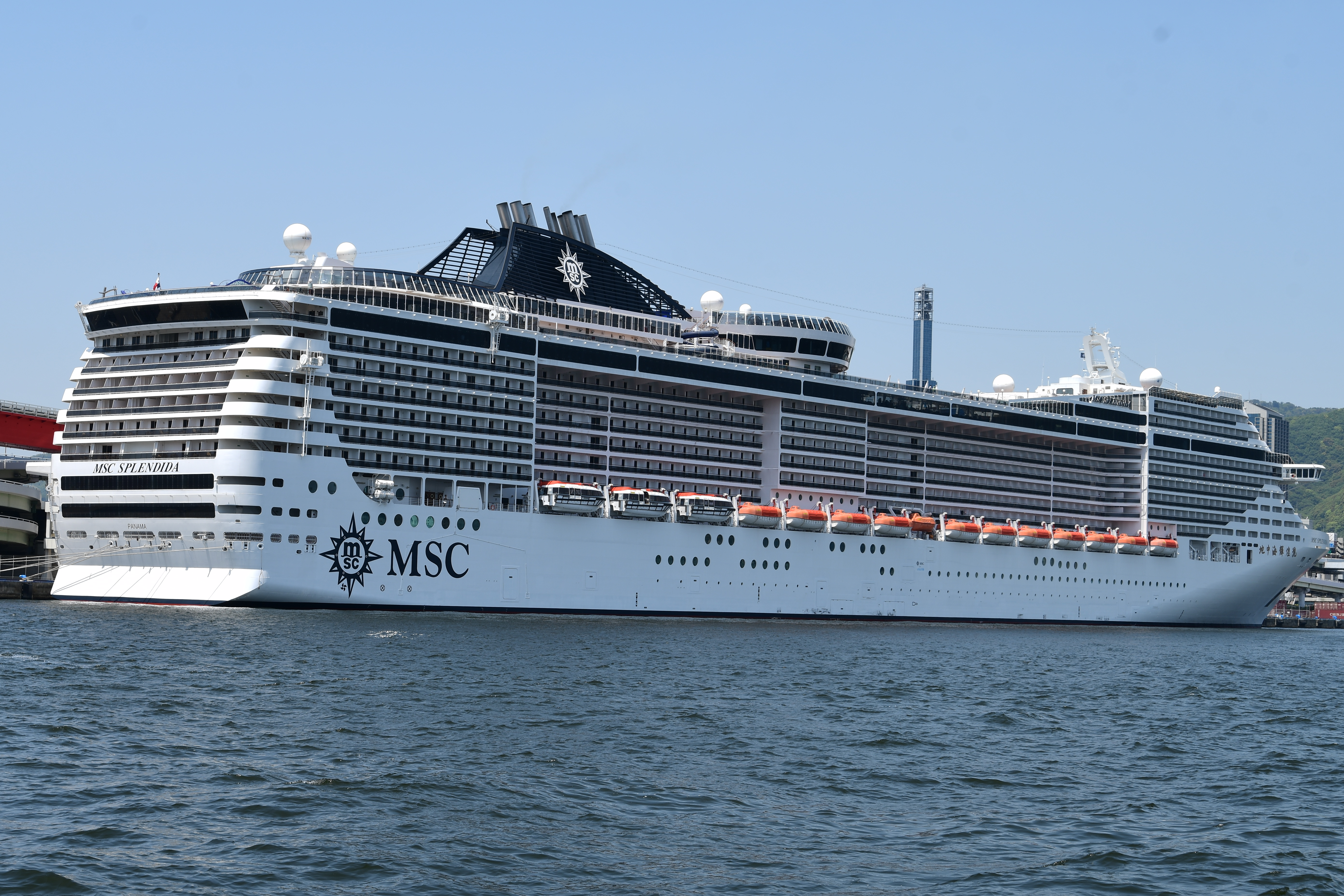
神戸ポートターミナルに停泊中のMSCスプレンディダ（2018年5月）

## 交通アクセス

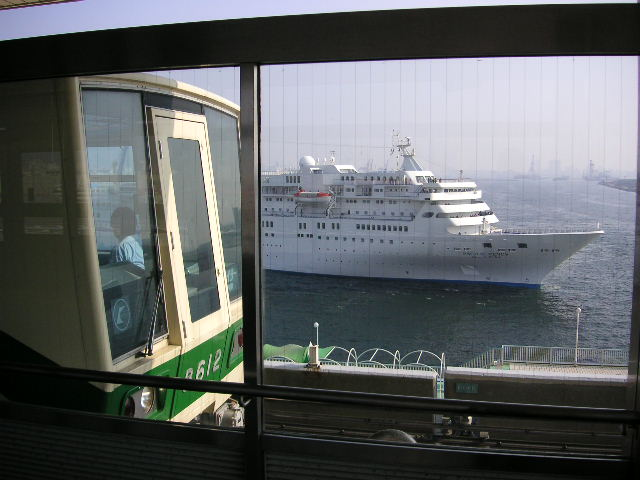
ポートターミナル駅ホームよりQ1バースへ接岸中のぱしふぃっくびいなすを見る

- 神戸新交通ポートアイランド線（ポートライナー） ポートターミナル駅 （徒歩1分）

## 周辺
- 神戸大橋（隣接）
- 新港
- 神戸コンベンションコンプレックス
- UCCコーヒー博物館
- 神戸市立青少年科学館

## 近隣の旅客船ターミナル
- 神戸三宮フェリーターミナル
- 中突堤旅客ターミナル
- 中突堤中央ターミナル
- 高浜旅客ターミナル
- 神戸空港海上アクセスターミナル
- 六甲アイランドフェリーターミナル

かつて存在した主な旅客船ターミナル
- 東神戸フェリーセンター
- 六甲船客ターミナル